# 东喜马拉雅亚高山针叶林
东喜马拉雅亚高山针叶林是一種屬於温带针叶林的生態區，面積為27500平方公里，海拔為3000至4000米。它分布在喜马拉雅山脉中东部的中高海拔地区，按照國家分佈來看东喜马拉雅亚高山针叶林主要位於尼泊尔西部、不丹以及印度北部包括阿鲁纳恰尔邦在內的各邦。